# Civilización de las Cinco Galaxias
La Civilización de las Cinco Galaxias es una civilización intergaláctica de ficción creada por el escritor de ciencia ficción David Brin en su serie de novelas La elevación de los pupilos. Está compuesta por una multitud de razas sapientes (o sintientes), que ha existido por más de mil millones de años. Esta civilización es perpetuada por el acto de la Elevación, en la cual las especies "patronas" o Tutoras modifican genéticamente a las especies "pupilas" Pre-sapientes para alcanzar la sapiencia. Las especies pupilas están contratadas como siervos de su especie tutora por 100 000 años. Una especie tutora gana un considerable estatus, y los tutores y pupilos normalmente se unen en un poderoso Clan. El estatus de Tutor se puede perder por exterminación, o por graves crímenes contra la civilización galáctica.
El emblema de la Civilización de las Cinco Galaxias son cinco espirales, representado cada una:
- UNA espiral representa el mundo en barbecho, gestando poco a poco, donde la vida comienza a subir largo y difícil. Esforzándose para liberarse de esa fecundidad, surgen nuevas razas, maduras para la elevación.
- DOS es para nuestra cultura galáctica, por primera vez como pupilos, luego como tutor, persiguiendo vigorosamente los intereses de las especies jóvenes - el comercio, la lucha, y el debate - El esfuerzo hacia arriba, hasta que escuchamos el llamado de las mareas que nos señas.
- TRES representa a los Antiguos, elegantes y serenos, que abandonan las naves para abrazar una vida de contemplación. Enclaustramiento para la automejora y se preparan para hacer frente al gran Clarificador
- CUATRO representa al orden trascendente, demasiado majestuoso para que podamos percibirlo. Pero existe! Haciendo planes que abarcan todos los niveles del espacio, y todos los tiempos.
- CINCO es de las galaxias - girando, con gran cantidad de luz que brilla - nuestras islas en un cosmos estéril, rodeado por el silencio enigmático. Una y otra tienen que cambiar, alimentar de toda la vida en muchos órdenes, vinculados a perpetuidad, eterna.[2]

La Civilización de las Cinco Galaxias la forman especies respiradoras de oxígeno. Son conscientes de la existencia de otros órdenes de vida inteligente, pero rara vez interactúan con ellos; esto incluye a los respiradores de hidrógeno (se menciona en las novelas a los Zang, el orden Trascendente, el orden Mecánico, el orden Memetico, y el orden Quantico. Hay además otras designaciones para hipotéticos órdenes que pudieran existir.
Es algo generalmente aceptado en este universo que el proceso de Elevación fue iniciado al menos hace mil millones de años por una especie conocida únicamente como Los Progenitores. La Humanidad aquí es una anomalía, una especie que aparentemente no tiene especie Tutora. O bien la humanidad realmente evolucionó sin asistencia, o fue criminalmente abandonada por su Tutor antes de su Elevación, esto es el tema de un intenso debate. La mayoría de los humanos se consideran a sí mismos una especie Lobeznas que emergió a la Sapiencia.
Esta afirmación es considerada una herejía y algo ridículo por la mayoría de la civilización galáctica y los han convertido en enemigos del Clan terrestre. El hecho de que la Humanidad ya hubiese elevado a dos especies, los Chimpancés y los Delfines de nariz de botella cuando los encontró la sociedad galáctica otorgó a los Humanos la categoría de Tutores, lo cual es una de las pocas fortunas que tienen, en su posición como parias por sus convicciones; y les salvó de haberse visto forzados a convertirse en pupilos de otra raza o ser exterminados por el daño ecológico causado a la Tierra y sus especies nativas. El sistema de gobierno de esta compleja civilización se distribuye entre los Institutos, organizaciones milenarias dedicadas cada una a un área importante para la civilización. Entre los más importantes destacan:

## Instituto de las Migraciones
El Instituto de las Migraciones, es quien determina que planetas pueden ser colonizados, y cuales se encuentra en "barbecho"; los segundos, son aquellos planetas que tienen restringido el acceso por razones medioambientales, para permitir que las especies nativas puedan desarrollarse para alcanzar es estado de pre-sapientes necesario para ser más tarde elevadas. Durante un tiempo este instituto consideró expropiar la Tierra al Clan terrestre para poner al planeta en barbecho.
Además también se asegura mediante sus políticas, de mantener separados los órdenes de vida respiradores de oxígeno, al cual pertenece, de los respiradores de hidrógeno.

## Instituto de la Elevación
El Instituto de la Elevación, es el encargado de vigilar, los procesos de elevación de las especies, que perpetúan la existencia de la civilización galáctica. Vela por los derechos de las especies pupilas, y tiene entre sus atribuciones, la supervisión de las ceremonias de Elevación, las cuales se realizan a través de una “Derivación Hiper-espacial”, con la que todas las especies pueden asistir al ascenso gradual de un fututo miembro de la civilización. Estas “derivaciones”, son muy costosa, razón por la que el Clan terrestre, solo pudo elevar a sus pupilos Neo-Chimpaces al segundo nivel; lo que conllevó a que los Gubru intentasen elevarlo en Garth, ya que así obtendrían ante el instituto (según la ley galáctica, se interpretaría como que los pupilos han decidido cambiar de tutor), la obtención del tutelaje de estos.

## Instituto de la Biblioteca/Biblioteca Galáctica
El Instituto de la Biblioteca, es el encargado de gestionar el uso y acceso a la Biblioteca Galáctica, el fondo que recoge el saber acumulado de la Civilización de las Cinco Galaxias a lo largo de sus millones de años de existencia, la cual los humanos están orgullosos de casi no utilizarla. De hecho, en vez de dragar los fondos de esta en busca de modelos de naves espaciales altamente refinadas, los humanos tienden a desarrollar sus propios (generalmente inferiores) diseños. Esto es así, ya que los humanos sienten que es una manera de ejercitar su propia independencia y creatividad, y ocasionalmente les permite encontrar soluciones a problemas que sorprenden a las más poderosas razas.

## Instituto de Navegación
El Instituto de Navegación, es el encargado de controlar la navegación entre las cinco galaxias, a través de los puntos de saltos localizados en los diferentes espacios existentes. Cada uno de ellos tiene diferentes propiedades, en cuanto a duración, estabilidad... y a través de ellos, se comunican las cinco galaxias. A lo largo de las novelas donde aparece la nave terrestre streaker, se descubre que la civilización antes la componían al menos 12 galaxias, y que por algún motivo se ha perdido el contacto con 7 de ellas. En la novela Los límites del cielo, finalmente tiene lugar el fenómeno de ruptura lo que lleva a la galaxia 4 a escindirse, pero después de que el Instituto de Navegación junto al de Migraciones, hayan durante miles de años dejado en barbecho prácticamente a toda esta galaxia, para minimizar la pérdida de especies.